# Христо Литовойчето
Христо (Льотов) Литовойчето (изписване до 1945 година: Христо Лйотовъ) е български революционер, деец на Вътрешната македоно-одринска революционна организация.

## Биография
Христо Литовойчето е роден през 1867 година в град Енидже Вардар (Па̀зар), тогава в Османската империя, днес Яница в Гърция. Остава неграмотен, но се занимава с градинарство. Същевременно се присъединява към градския комитет на ВМОРО в Енидже Вардар.
След 1912 година е арестуван от новите гръцки власти, заточен е на Трикери, където и намира смъртта си.